# Bumblebee (película)
Bumblebee, también conocida como Transformers: Bumblebee, es una película de acción y ciencia ficción estadounidense de 2018 dirigida por Travis Knight y escrita por Christina Hodson. Es la sexta entrega de la serie de películas de Transformers, basada en el personaje del mismo nombre que aparece en dicha serie de películas y se trata de un reinicio, separándose de las cinco cintas anteriores: Transformers (2007), Transformers: la venganza de los caídos (2009), Transformers: el lado oscuro de la luna (2011), Transformers: la era de la extinción (2014) y Transformers: el último caballero (2017). La película está protagonizada por Hailee Steinfeld, John Cena, Jorge Lendeborg Jr. y Pamela Adlon. La fotografía principal comenzó el 31 de julio de 2017 en Los Ángeles y en San Francisco, California.
Esta es la primera película en la franquicia que no es dirigida por Michael Bay, aunque sigue actuando como productor.
Bumblebee fue estrenada el 21 de diciembre de 2018 en Estados Unidos por Paramount Pictures.
Al ser un reinicio de la franquicia, esta no está conectada con las películas de Transformers dirigidas por Michael Bay, formando parte de una nueva saga de películas de acción real. A pesar de que la película fue la entrega de la franquicia con menor recaudación en ese momento, fue un éxito de taquilla, recaudando 468 millones de dólares en todo el mundo frente a un presupuesto de producción de entre 102 y 135 millones de dólares. Una secuela, Transformers: el despertar de las bestias, se estrenó el 9 de junio de 2023.

## Sinopsis
Durante 1987, Bumblebee, un explorador "Autobot" encuentra refugio en un depósito de chatarra en una pequeña ciudad en California. Charlie Watson (Hailee Steinfeld), a punto de cumplir 18 años y tratando de encontrar su lugar en el mundo, descubre a Bumblebee, con cicatrices de batalla y roto. Cuando Charlie lo revive, rápidamente se entera de que éste no es un Volkswagen Beetle común y corriente, sino que se trata de un ser del espacio exterior que muchas décadas antes recibió el encargo de proteger a la humanidad de una invasión de los malvados Decepticons. Pero cuando un agente del Sector 7 llamado Jack Burns (John Cena) comienza a hacer preguntas en la pequeña ciudad que dejan pocas dudas sobre su destino, Charlie se da cuenta de que tiene que ayudar a Bumblebee a escapar lo más rápido posible.

## Argumento
En el planeta Cybertron, los Autobots, entre ellos Ratchet, Ironhide, Brawn, Arcee, Cliffjumper y Wheeljack, liderados por Optimus Prime, están a punto de perder la Gran Guerra Cybertroniana contra sus enemigos, los Decepticons. Ratchet anuncia que éstos cruzaron las líneas del frente y Arcee les informa que perdió contacto con la capital. Wheeljack dice que son demasiados, pero Brawn les ordena que no retrocedan, por lo que es derribado por un misil en el hombro.
Optimus llega y derrota a varios Decepticons y pregunta dónde está B-127. Éste aparece, derrota a varios Decepticons y se encuentra con Optimus, pero los Decepticons, entre ellos Acid Storm, Skywarp, Thundercracker y Dirge, liderados por Shockwave, Soundwave y Starscream, los emboscan durante la evacuación, y Optimus ordena a los Autobots retroceder y dirigirse a la torre. Shockwave ordena destruir la plataforma y que no escape nadie y Starscream y otros Decepticons vuelan. Optimus, B-127, Ironhide, Cliffjumper, Ratchet, Arcee, Brawn y Wheeljack llegan a la torre y entran a sus cápsulas de escape y Optimus envía a B-127 a la Tierra para establecer allí una base de operaciones donde los Autobots puedan reagruparse y proteger a la Tierra de los Decepticons, o sino la raza humana se extinguirá.
Starscream y los Decepticons atacan la torre y la derriban, pero B-127 sube a su cápsula y escapa mientras Optimus salta de la torre sobre un Decepticon. B-127 llega sólo a la Tierra en el año 1987, aterrizando en California e interrumpiendo un ejercicio de práctica realizado por "Sector 7", una agencia gubernamental militar secreta de Estados Unidos que supervisa la actividad extraterrestre en la Tierra. El teniente de "Sector 7", Jack Burns, presume que B-127 es un invasor hostil y lo ataca, conduciendo a B-127 hacia el bosque, donde luego es emboscado por el Decepticon Blitzwing. Cuando B-127 se niega a revelar el paradero de Optimus, Blitzwing arranca a regañadientes su caja de voz y daña su memoria, dejándolo mudo y sin memoria. B-127 entonces comienza a luchar contra Blitzwing, le arranca un misil y se lo clava en el pecho y B-127 le dispara al pecho y destruye a Blitzwing, antes de desplomarse producto de sus heridas. Antes de entrar en modo de sueño, B-127 escanea un auto cercano y se transforma en un Volkswagen Beetle de 1967 para ocultarse.
Charlie Watson, una marginada adolescente traumatizada por la muerte de su padre y resentida con su madre Sally por volver a casarse, encuentra a B-127 en su forma de Escarabajo en un desguace de su tío Hank, quien se lo obsequia como regalo de cumpleaños, con la condición de que Charlie lo repare con su propio trabaja de taller. Al hacerlo, Charlie activa accidentalmente una señal de referencia que se detecta en el espacio alrededor de la superficie de una de las lunas de Saturno por parte de los Decepticons Shatter y Dropkick, justo cuando están interrogando al cautivo Autobot Cliffjumper. Shatter pregunta la ubicación de Optimus pero Cliffjumper replica que él es el lugarteniente de la resistencia y que no les dirá nada, Dropkick lo apuñala justo cuando llega la señal de B-127, parte a la mitad a Cliffjumper y se dirigen hacia la Tierra. El joven agente Simmons descubre la señal de los Decepticons y se lo informa a Jack Burns. Shatter y Dropkick llegan a la Tierra, donde se disfrazan de pacificadores para persuadir al "Sector 7" y sus líderes, el Dr. Powell y Burns, los ayude a encontrar y capturar a B-127, a quienes engañan diciendo es un criminal peligroso.
Mientras tanto, Charlie se hace amiga del amnésico B-127, a quien ella llama "Bumblebee" y le enseña cómo comunicarse a través de su radio. Juntos, desbloquean un mensaje de Optimus instando a Bumblebee a defender la Tierra en su ausencia, esto le devuelve la memoria. Bumblebee recuerda cuando Optimus saltó de la torre y se enfrentó a varios Decepticons, entre ellos Shockwave, Soundwave, Ravage, Dropkick y Shatter. Bumblebee es descubierto por el vecino y compañero de clases de Charlie, Memo, quien acepta proteger su secreto debido a sus sentimientos por Charlie.
Al quedarse solo en la casa, Bumblebee destruye accidentalmente la sala de estar de Charlie y provoca un aumento de energía que atrae la atención del "Sector 7". Cuando Sally culpa a Charlie por la destrucción de la casa, ésta se va enojada con Bumblebee y Memo, escapan y el grupo es interceptado por "Sector 7", Shatter y Dropkick. Bumblebee es capturado mientras Charlie y Memo son devueltos a casa. Charlie finalmente expresa su dolor por la muerte de su padre y hace las paces con su medio hermano, quien ayuda a Charlie a seguir a Burns hasta el puesto de avanzada del "Sector 7" donde se encuentra Bumblebee. Shatter y Dropkick torturan a Bumblebee para revelar el paradero de los Autobots y lo dejan por muerto después de revelar su plan para llevar a los Decepticons a la Tierra. Powell es asesinado por Dropkick antes de informar a Burns la verdad sobre los Decepticons, sus intenciones de destruir la Tierra. Por su parte, Charlie restaura el resto de los recuerdos de Bumblebee con unas pistolas de alto voltaje del "Sector 7". Después de luchar contra la obstrucción de Burns y tratar de volver a asegurar a Bumblebee, el par se dispone a evitar que Shatter y Dropkick se pongan en contacto con los Decepticons con una baliza. Burns y sus hombres también intentan detener a Shatter y Dropkick, pero Shatter destruye su helicóptero y casi mata a Burns, quien es salvado por Bumblebee.
Bumblebee recupera la memoria y sus habilidades para la batalla, lucha contra Dropkick, lo ata a unas cadenas y destruye a Dropkick, mientras Charlie desactiva el faro Decepticon, Shatter enfurecida la persigue. Bumblebee defiende a Charlie y Shatter lucha contra Bumblebee, pero Bumblebee causa una inundación, aplastando a Shatter bajo los escombros, antes de ser rescatado por Charlie. Al darse cuenta haberse equivocado con Bumblebee, Burns les da tiempo para escapar antes de la llegada del ejército, llamando a Bumblebee como "soldado" y saludandolo militarmente.
Charlie y Bumblebee llegan a un acantilado dominando el puente Golden Gate, donde Charlie, al darse cuenta de que Bumblebee tiene un propósito mayor en la Tierra, se desgarra llorando con él. Después de decir adiós, Bumblebee escanea un Chevrolet Camaro 1977, se convierte en una copia de ese auto y se aleja, conduciendo por el puente Golden Gate junto a un camión con un tráiler (Optimus Prime), mientras Charlie regresa con su familia y Memo se reúne con ella.
En una escena poscréditos, Bumblebee se encuentra con Optimus Prime, ahora está disfrazado como un camión rojo Freightliner de 1977, cuando 7 Transformers entran en la atmósfera de la Tierra. Por su lado, Charlie finalmente logra reparar el auto de su difunto padre y se da un paseo por el bosque.

## Reparto

### Humanos
- Hailee Steinfeld como Charlie Watson, una adolescente que encuentra y se hace amiga de Bumblebee.
- John Cena como Jack Burns, ex Guardabosques del Ejército de los Estados Unidos y un agente del "Sector 7".
- Jorge Lendeborg Jr. como Memo, el vecino, compañero de escuela y amigo de Charlie, quien está enamorado de ella.
- John Ortiz como Dr. Powell, un agente del "Sector 7". Muere a manos de Dropkick.
- Jason Drucker como Otis Watson, el medio hermano menor de Charlie.
- Pamela Adlon como Sally Watson, la madre de Charlie y Otis.
- Stephen Schneider como Ron, el padrastro de Charlie y el padre de Otis.
- Len Cariou como Hank, el tío de Charlie y dueño de un depósito de chatarra donde Charlie compra piezas de automóviles.
- Glynn Turman como el General Whalen, el jefe de Burns en el Sector 7.
- Gracie Dzienny como Tina, la compañera de clase mezquina de Charlie.
- Ricardo Hoyos como Trip, el compañero de clase de Charlie.
- Lenny Jacobson como Roy, un residente del parque de casas rodantes asesinado por el Decepticon Dropkick.
- Megyn Price como Amber, la novia de Roy.
- Nick Pilla como Seymour Simmons, un agente del "Sector 7". John Turturro interpretó una versión más adulta del personaje en películas anteriores de Transformers.[4]
- Fred Dryer como Sheriff Lock, un sheriff que se mete en una persecución a alta velocidad con Charlie y Bumblebee.
- Edwin Hodge como Danny, un agente del "Sector 7".
- Tim Martin Gleason como el padre de Charlie, quien murió de un ataque al corazón.

### Transformers

#### Autobots
- Dylan O'Brien como la voz de B-127 / Bumblebee, un joven explorador Autobot que se transforma en un jeep Willys MB amarillo antes de cambiar por un Volkswagen Beetle amarillo oxidado de 1967 y, finalmente, un Chevrolet Camaro de 1977 amarillo y negro.
- Peter Cullen como la voz de Optimus Prime, el líder de los Autobots que se transforma en un semi camión Freightliner escarlata de 1977.
- Gray Griffin como la voz de Arcee, una Autobot femenina, a cargo de mantener el contacto con la capital.
- Steven Blum como la voz de Wheeljack, un científico Autobot.
- Andrew Morgado como la voz de Cliffjumper, primer teniente de Optimus y uno de los compañeros exploradores de Bumblebee.
- Kirk Baily como la voz de Brawn, un comando Autobot.
- Dennis Singletary como la voz de Ratchet, un médico Autobot.

Los autobots Ironhide y Teletran 1 aparecen en roles no hablantes.

#### Decepticons
- Angela Bassett como la voz de Shatter, una triple cambiadora Decepticon que se transforma en un Plymouth Satellite rojo y un Jet Harrier.[5]
- Justin Theroux como la voz de Dropkick, un triple cambiador Decepticon que se transforma en un AMC Javelin azul y un helicóptero Bell AH-1 SuperCobra.
- David Sobolov como la voz de Blitzwing, un buscador Decepticon que se transforma en un jet McDonnell Douglas F-4 Phantom II rojo / blanco.
- Jon Bailey como las voces de Shockwave, un científico Decepticon y Soundwave, un oficial de comunicaciones Decepticon que alberga a su minicon Ravage en su pecho.
- Kirk Baily como la voz de varios soldados Decepticons bajo las órdenes de Soundwave, Shockwave y el comando de Starscream llamado Seekers.

Los decepticons Starscream, Skywarp, Thundercracker y Dirge aparecen en papeles sin diálogos.
Cabe destacar que Megatron no aparece en la película.

## Producción
El 12 de febrero de 2016, se anunció que la sexta película en la serie Transformers, Transformers 6, sería lanzada el 8 de junio de 2018, mientras que más tarde se reveló que la película sería un spin-off sin título, con Bumblebee como protagonista. El 11 de noviembre de 2016, Deadline informó que Paramount Pictures estaba avanzando con el proyecto, revelando que Christina Hodson había escrito el guion para el spin-off, y que ella era una de las escritoras femeninas de Paramount, así como Michael Bay había sido contratado para unirse a la "sala de escritores". El 2 de marzo de 2017, Deadline informó también que Travis Knight había sido contratado para dirigir la película. En mayo de 2017, se reveló que la historia de la película se ubicaría en la década de 1980, y que tendría menos robots que las anteriores cintas de la saga Transformers. En el mismo mes, se anunció que se titularía Transformers Universe: Bumblebee.

### Casting
En mayo de 2017, se informó de que Hailee Steinfeld estaba en conversaciones para ser la protagonista femenina de la película, y se confirmó su participación más tarde en junio de ese mismo año. El 11 de julio de 2017, Jorge Lendeborg Jr. se unió al elenco como el líder masculino de la cinta. El 13 de julio de 2017 se confirmó el resto del reparto principal de la película, incluyendo a Jason Drucker, Abby Quinn, Ricardo Hoyos y Gracie Dzienny. El 22 de julio de 2017, se informó de que Pamela Adlon había sido elegida en la película para interpretar a la madre del personaje de Steinfeld. El 31 de julio de 2017, la película añadió a John Cena a su elenco principal, junto con Kenneth Choi y Stephen Schneider.
El 2 de octubre de 2017, al entrevistarse en una promoción para el lanzamiento en formato casero de Transformers: el último caballero, el actor de voz Peter Cullen reveló que formaría parte de la película.

### Rodaje
La fotografía principal de la película comenzó el 31 de julio de 2017 en Los Ángeles y en San Francisco, California, y finalizó el 10 de noviembre de 2017, filmándose bajo el título de trabajo Brighton Falls. Más tarde, en noviembre de 2017, se reveló que la película había cambiado su título a Bumblebee: The Movie, además de haber concluido la filmación.

### Banda sonora
El sencillo de Hailee Steinfeld, "Back to Life", de la banda sonora, fue lanzado el 2 de noviembre de 2018. La banda sonora incluía varios canciones de la década de 1980, incluido "The Touch", que apareció en gran medida en The Transformers: The Movie (1986) y se lanzó el 21 de diciembre de 2018.

| N.º | Título                              | Artista                | Duración |  |
| 1.  | «Back to Life»                      | Hailee Steinfeld       | 3:53     |  |
| 2.  | «Bigmouth Strikes Again»            | The Smiths             | 3:15     |  |
| 3.  | «Things Can Only Get Better»        | Howard Jones           | 3:56     |  |
| 4.  | «Runaway»                           | Bon Jovi               | 3:52     |  |
| 5.  | «Save a Prayer»                     | Duran Duran            | 3:46     |  |
| 6.  | «Higher Love»                       | Steve Winwood          | 5:49     |  |
| 7.  | «Take On Me»                        | A-ha                   | 3:48     |  |
| 8.  | «Everybody Wants to Rule the World» | Tears for Fears        | 4:12     |  |
| 9.  | «It Takes Two»                      | Rob Base & DJ E-Z Rock | 5:01     |  |
| 10. | «The Touch»                         | Stan Bush              | 3:56     |  |
| 11. | «I Can't Wait»                      | Nu Shooz               | 3:38     |  |
| 12. | «I Can't Drive 55»                  | Sammy Hagar            | 4:12     |  |
| 13. | «Dance Hall Days»                   | Wang Chung             | 4:00     |  |
| 14. | «Girlfriend in a Coma»              | The Smiths             | 2:04     |  |
| 15. | «Don't You (Forget About Me)»       | Simple Minds           | 4:22     |  |
| 16. | «Back to Life (80s Remix)»          | Hailee Steinfeld       | 3:13     |  |

## Estreno
Bumblebee fue estrenada el 21 de diciembre de 2018 en Estados Unidos, a través de Paramount Pictures, después de haber sido fijado inicialmente el estreno para el 8 de junio de 2018.

## Recepción
Bumblebee recibió reseñas positivas de parte de la crítica y de la audiencia. En el sitio web especializado Rotten Tomatoes, la película posee una aprobación de 92%, basada en 207 reseñas, con una calificación de 7.0/10 y con un consenso crítico que dice: "Bumblebee demuestra que es posible devolver la diversión y la sensación de asombro a una franquicia de gran éxito de taquilla (...) y establece su propia lista de secuelas en el negocio". De parte de la audiencia tiene una aprobación de 79%, basada en 5511 votos, con una calificación de 3.9/5.
El sitio web Metacritic le dio a la película una puntuación de 66 de 100, basada en 39 reseñas, indicando "reseñas generalmente favorables". Las audiencias encuestadas por CinemaScore le otorgaron a la película una "A-" en una escala de A+ a F, mientras que en el sitio IMDb los usuarios le asignaron una calificación de 7.3/10, sobre la base de 32.799 votos.

## Futuro
En diciembre de 2018, cuando se le preguntó sobre el futuro de la franquicia de 'Transformers', el productor Lorenzo di Bonaventura afirmó que se produciría "otra gran película de 'Transformers'" y que sería "diferente a las que nosotros". ir hecho antes ". Describió el proceso como más una" evolución ", diciendo" Hay más libertad de lo que creo que originalmente pensamos en términos de lo que podemos hacer ". Tras el éxito de 'Bumblebee', reconoció que la serie hará algunos cambios de tono y estilo, inspirados en la película.
El director Travis Knight dijo que su objetivo era regresar a su estudio de animación  Laika, aunque reconoció que tiene algunas ideas para una secuela de "Bumblebee". En enero de 2019, John Cena expresó interés en retomar su papel en una secuela. La escritora Christina Hodson dijo que "[ella] sabe a dónde [quiere] ir con el próximo". A finales de enero, se anunció una secuela, debido a la actuación de taquilla internacional de la película. En marzo de 2019, di Bonaventura confirmó que estaban desarrollando un guion para una secuela de Bumblebee..
En enero de 2020, se anunció oficialmente que se estaba desarrollando una secuela de Bumblebee con un guion escrito por Joby Harold. Más tarde, en noviembre del mismo año, Steven Caple Jr. fue contratado como director del proyecto. En abril de 2021, Anthony Ramos fue elegido para uno de los papeles principales de la película.
La película se estrenó en el 2023 bajo el nombre de Transformers: el despertar de las bestias. 